# Luther Burbank
Luther Burbank (7. března 1849 Lancaster, Massachusetts – 11. dubna 1926 Santa Rosa, Kalifornie) byl americký botanik a šlechtitel rostlin.
V roce 1875 se odstěhoval do Santa Rosy v kalifornském okrese Sonoma, kde za dědictví po otci koupil 6,9 ha pozemku a založil experimentální zahrady. I když nebyl vysokoškolsky vzdělaný, vyšlechtil asi 800 kultivarů. Spolu s Edisonem či Henry Fordem byl jedním z nejznámějších mužů své doby. Svými beztrnými kultivary opuncií umožnil novou etapu ve využití tohoto kaktusu. Nejvíce úspěchů dosáhl při šlechtění peckovin.
Zajímavostí může být obraz Luther Burbank od mexické malířky Fridy Kahlo.